# Осечниця (Нижньосілезьке воєводство)
Осечниця (пол. Osiecznica) — село в Польщі, у гміні Осечниця Болеславецького повіту Нижньосілезького воєводства.
Населення — 1269 осіб (2011).
У 1975-1998 роках село належало до Єленьоґурського воєводства.

## Демографія
Демографічна структура станом на 31 березня 2011 року:
|          | Загалом | Допрацездатний вік | Працездатний вік | Постпрацездатний вік |
| -------- | ------- | ------------------ | ---------------- | -------------------- |
| Чоловіки | 604     | 130                | 429              | 45                   |
| Жінки    | 665     | 148                | 419              | 98                   |
| Разом    | 1269    | 278                | 848              | 143                  |